# Penya Blanca (Osca)
La Penya Blanca és una muntanya de 2.555 metres que es troba a la província d'Osca (Aragó).